# Водне поло на літніх Олімпійських іграх 1908
Змагання з водного поло на літніх Олімпійських іграх 1908 в Лондоні тривали з 15 до 22 липня. 4 чоловічі збірні розіграли 1 комплект нагород.

## Таблиця медалей
| Position | Країна          | Золото | Срібло | Бронза | Загалом |
| 1        | Велика Британія | 1      | 0      | 0      | 1       |
| 2        | Бельгія         | 0      | 1      | 0      | 1       |
| 3        | Швеція          | 0      | 0      | 1      | 1       |
|          |                 |        |        |        |         |
| —        | Нідерланди      | 0      | 0      | 0      | 0       |

## Медалісти
| Золото | Срібло | Бронза |
| Велика Британія (GBR) Джордж Корнет Чарлз Форсайт Джордж Невінсон Пол Радмілович Чарлз Сміт Томас Тулд Джордж Вілкінсон | Бельгія (BEL) Віктор Боен Герман Доннерс Фернан Феяртс Оскар Ґреґуар Герман Мейбом Альбер Мішан Жозеф Плетінкс | Швеція (SWE) Роберт Андерссон Ерік Берґваль Понтус Гансон Гаральд Юлін Торстен Кумфельдт Аксель Рунстрем Ґуннар Веннерстрем |